# Fred McDowell
Fred McDowell, född 12 januari 1904 i Rossville, Tennessee, död 3 juli 1972 i Memphis, Tennessee, var en amerikansk bluesmusiker, sångare och gitarrist, känd under artistnamnet Mississippi Fred McDowell.
McDowell föddes i Tennessee och började spela gitarr som 14-åring. Efter att hans föräldrar dött försörjde han sig under 1920-talet en tid som kringresande musiker innan han slog sig ner i Como, Mississippi där han till en början arbetade som jordbrukare och sedan på en bensinstation, med musiken som bisyssla. Sin första inspelning gjorde han först 1959, för Alan Lomax och Shirley Collins. Under 1960-talet växte hans popularitet och han gav ut flera album och turnerade i USA och Europa. Han höll i stor utsträckning fast vid den rytmiska och melodiska blues som spelades i norra Mississippi (North Hill Country Blues). Under slutet av sitt liv spelade han också elgitarr i ett band. Särskilt inflytelserik blev han för sin skicklighet som slidegitarrist. Han avled 1972 i cancer, endast 68 år gammal.
McDowells sång "You Gotta Move" gjordes känd av The Rolling Stones som spelade in den till sitt album Sticky Fingers från 1971. Bluesmusiker som influerats av McDowell är bl.a. R. L. Burnside och Junior Kimbrough.